# Jura Studium & Examen
Jura Studium & Examen (JSE) ist eine seit 2011 erscheinende juristische Fachzeitschrift. Sie wird ausschließlich als elektronische Publikation herausgegeben.

## Inhaltliches Profil
Die Zeitschrift richtet sich in erster Linie an Jurastudenten und Rechtsreferendare, will jedoch auch darüber hinaus Beiträge zur rechtswissenschaftlichen Debatte liefern. Der inhaltliche Schwerpunkt liegt dabei auf Themen mit aktuellem politischen, rechtspolitischen oder rechtsethischen Bezug. Beiträge vergangener Jahrgänge behandelten unter anderem juristische Fragen rund um das Internet, die Überwachung durch Geheimdienste, den Mindestlohn, Zwangsehen, Fälle von „Paralleljustiz“ in deutschen Großstädten, die Selbstanzeige im Steuerrecht, die Sittenwidrigkeit der Prostitution sowie die umstrittenen Eurobonds.
Didaktische Beiträge wie etwa Überblicksaufsätze werden nicht veröffentlicht; damit will sich die Zeitschrift von reinen Ausbildungszeitschriften abgrenzen. Neben Aufsätzen enthält die Zeitschrift auch aufbereitete Urteile zur neueren Rechtsprechung in examensrelevanten Bereichen. Zusätzlich werden zu Übungszwecken Klausuren veröffentlicht, teilweise aus den Staatsexamina vergangener Jahre.

## Autoren, Herausgeber und Beirat
Der Autorenkreis umfasst Juristen aus Wissenschaft und Praxis. Die Begutachtung der Beiträge erfolgt auf dem Wege des Peer-Review durch Fachbeiräte.
Jura Studium & Examen wird vom Verein der Zeitschrift JSE e. V. in Tübingen herausgegeben. Der Verein entstand 2011 im Umfeld der örtlichen Gruppe der juristischen Studentenvereinigung Phi Delta Phi, wuchs in den Folgejahren jedoch weit darüber hinaus. Vereinsvorsitzender und Schriftleiter der Redaktion ist der Ludwigsburger Professor Christian F. Majer. Dem Beirat gehören unter anderem die Professoren Rolf Stürner, Jörg Eisele, Volker Haas, Alexander Proelß, Joachim Renzikowski, Gottfried Schiemann und Dominik Skauradszun, sowie weitere Professoren, Richter und Rechtsanwälte an.

## Weblink
- Website der Jura Studium & Examen mit der Möglichkeit zum Download sämtlicher Ausgaben